# Próxima estación: Esperanza
Próxima Estación: Esperanza è il secondo album di Manu Chao uscito nel 2001, da cui sono stati estratti alcuni singoli il più famoso dei quali è Me Gustas Tu.

## Tracce
1. Merry Blues
2. Bixo
3. El Dorado 1997
4. Promiscuity
5. La primavera
6. Me gustas tú
7. Denia
8. Mi vida
9. Trapped by Love
10. Le rendez vous
11. Mr. Bobby
12. Papito
13. La chinita
14. La marea
15. Homens
16. La vacaloca
17. Infinita tristeza

## Classifiche
| Classifica (2001) | Posizione massima |
| ----------------- | ----------------- |
| Austria           | 2                 |
| Belgio (Fiandre)  | 3                 |
| Belgio (Vallonia) | 1                 |
| Danimarca         | 5                 |
| Finlandia         | 10                |
| Francia           | 1                 |
| Germania          | 4                 |
| Italia            | 1                 |
| Norvegia          | 4                 |
| Paesi Bassi       | 3                 |
| Polonia           | 19                |
| Spagna            | 3                 |
| Svezia            | 6                 |
| Svizzera          | 9                 |